# José María Romero López
José María Romero López – hiszpański malarz portrecista, aktywny zawodowo w Sewilli, gdzie prawdopodobnie urodził się i zmarł.
Od 1841 roku wykładał na Akademii Sztuk Pięknych w Sewillii, której następnie został członkiem. W 1866 roku przeniósł się do Kadyksu, gdzie również został członkiem lokalnej akademii. Prawdopodobnie w 1875 roku wrócił do Sewilli.
Wyróżnił się malując portrety i obrazy o tematyce religijnej, w których inspirował się twórczością Murilla.